# Немецкий Дом в Хошимине

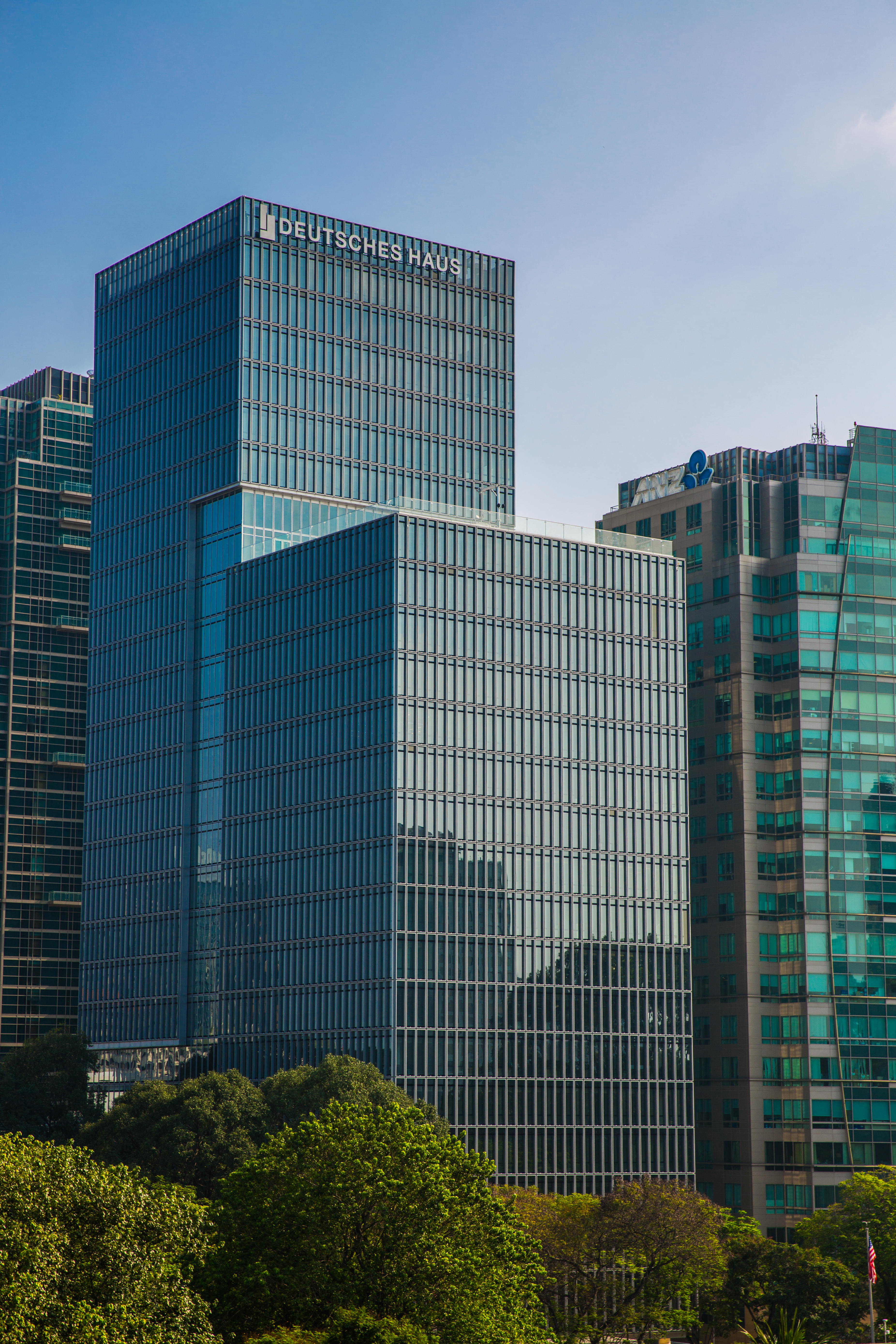

Немецкий Дом в Хошимине (нем. Deutsches Haus Ho Chi Minh City) - построенный в 2017 г. комплекс зданий в районе № 1 города Хошимин (Вьетнам). Строительство 25-этажного комплекса осуществлено в рамках двухстороннего правительственного соглашения между Германией и Вьетнамом. Комплекс включает в себя офисы и жилые помещения для сдачи в аренду, ресторанный этаж, выставочные и торговые залы. В Немецком Доме находится Генеральное консульство Германии в Хошимине, а также представительства различных немецких фирм и организаций.

## История
В 2008 г. тема Немецкого Дома в Хошимине впервые была поднята в политических кругах благодаря Франку-Вальтеру Штайнмайеру, занимавшему в то время пост министра иностранных дел Германии. Проект строительства был утвержден в 2013 г. По словам федерального канцлера Ангелы Меркель разрешение на строительство явилось "важным символом" дальнейшего сближения Германии и Вьетнама. Она отметила, что в Немецком Доме должны разместиться представительства немецких организаций и заинтересованных предприятий.
В августе 2015 г. план строительства был отмечен наградой Vietnam Property Awards в номинациях "лучший офисный проект" и "лучший экологичный строительный проект".
В октябре 2015 г. состоялась официальная закладка здания в присутствии гостей из Германии, Вьетнама и других стран - представителей политической, социальной и экономической сфер.
Немецкий инвестор и председатель правления компании-собственника Хорст Гайке уверен, что Немецкий Дом в Хошимине станет главным местом расположения представительств немецких и центральноевропейских фирм, а также инвесторов во Вьетнаме и АСЕАН.
1 ноября 2016 г. состоялось торжественное мероприятие по поводу окончания возведения комплекса, на котором присутствовал, в том числе, министр иностранных дел Ф.-В. Штайнмайер.
С сентября 2017 г. комплекс открыт в тестовом режиме.

С сентября 2018 г. в вестибюле Немецкого Дома находятся фигуры трёх медведей, символизирующих дружеское единение между Германией и Вьетнамом. В мотивах росписи фигур отражены различные аспекты германо-вьетнамских отношений.

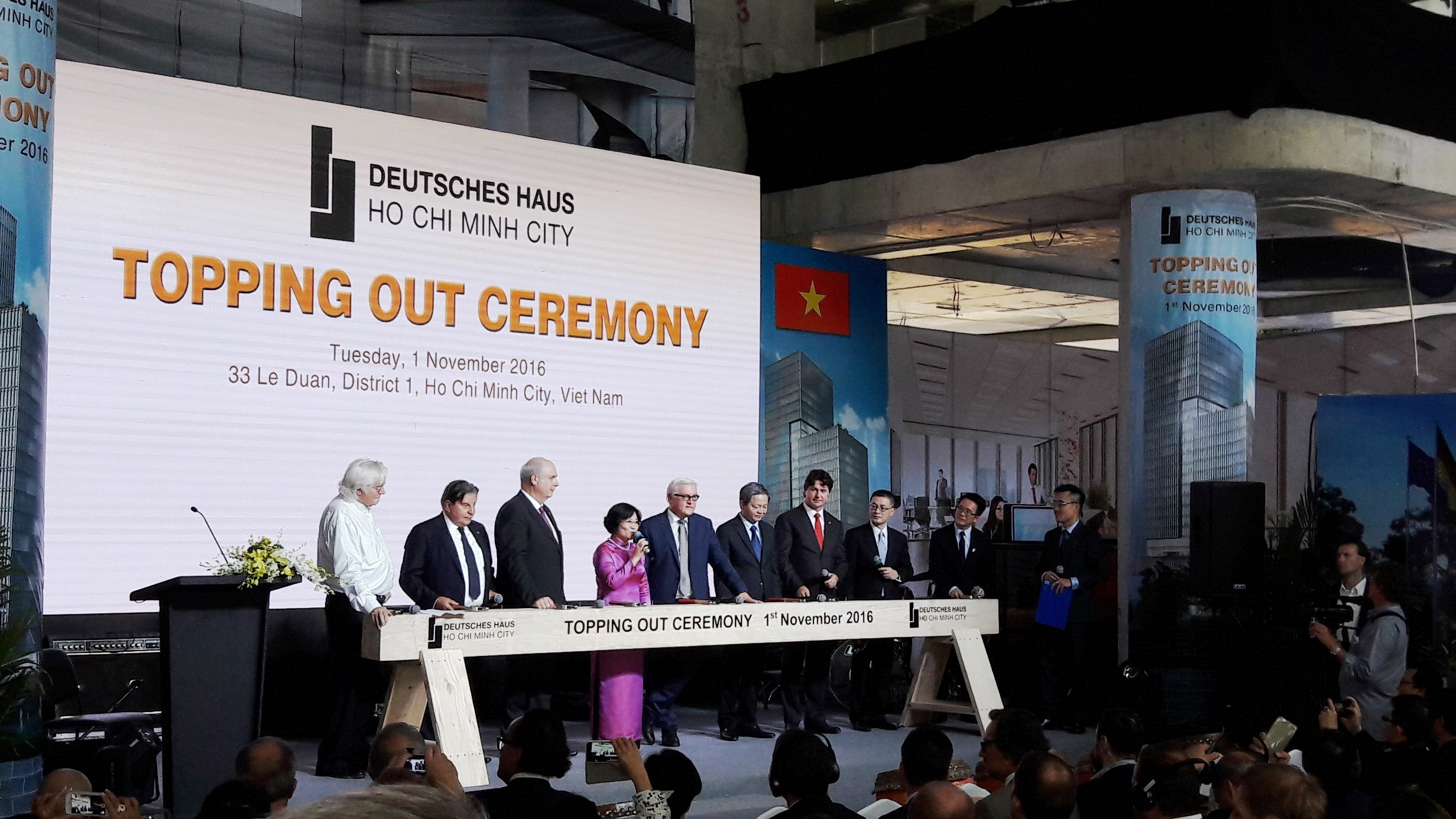
Мероприятие по поводу окончания возведения Немецкого Дома
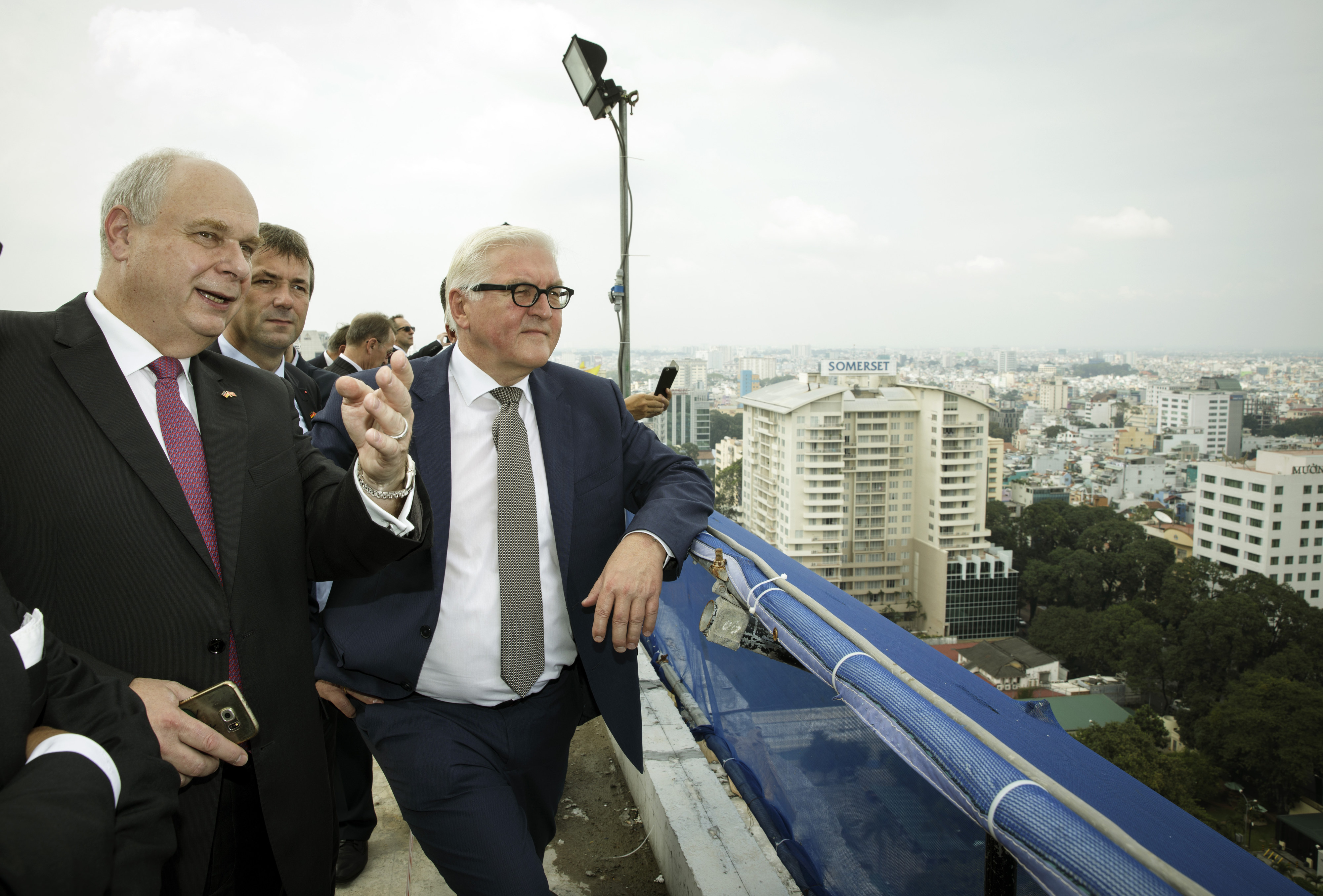
Мероприятие по поводу окончания возведения Немецкого Дома
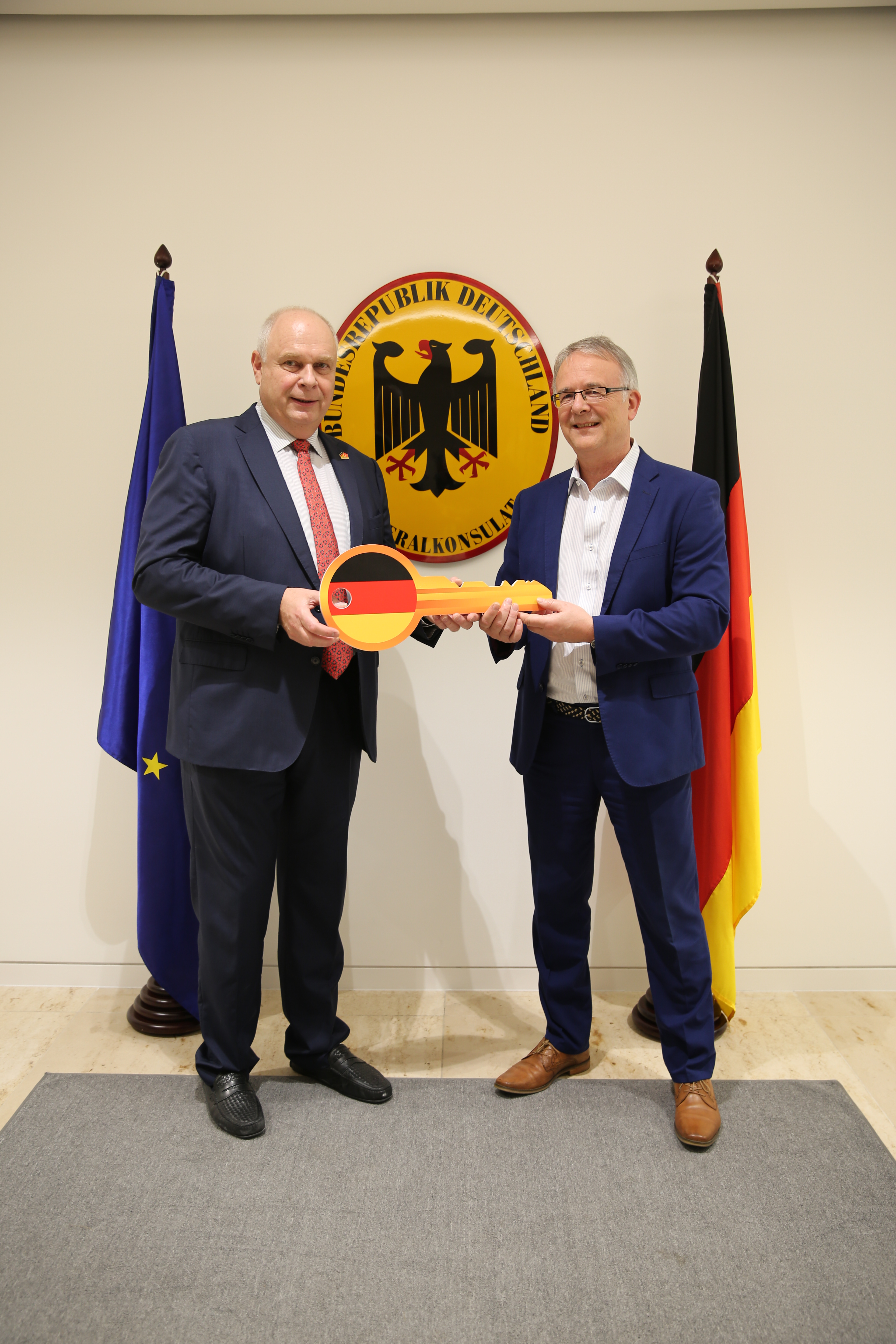
Передача символического ключа Генеральному консулу
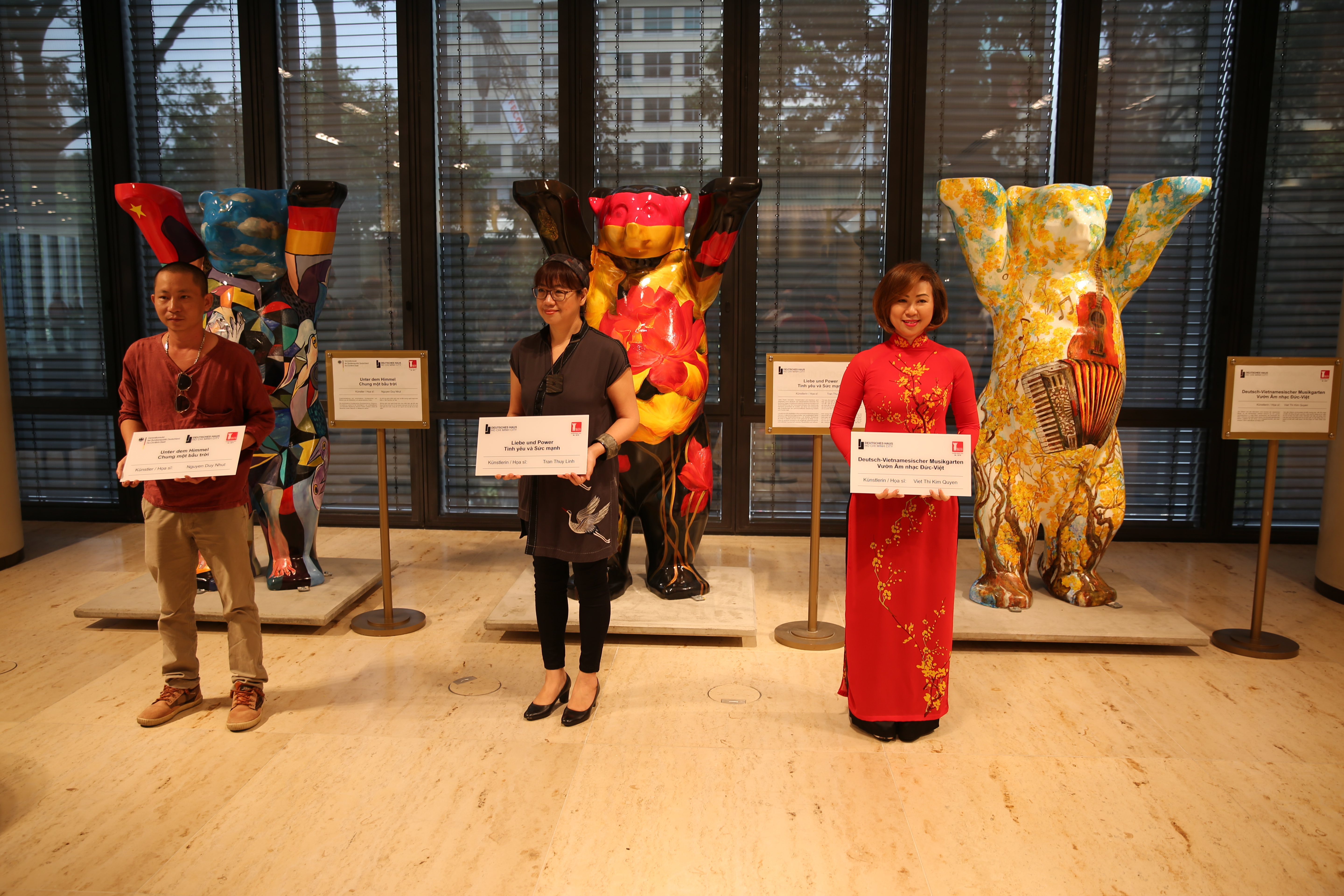
Фигуры медведей как символ дружбы между Германией и Вьетнамом

## Конструкция и экология

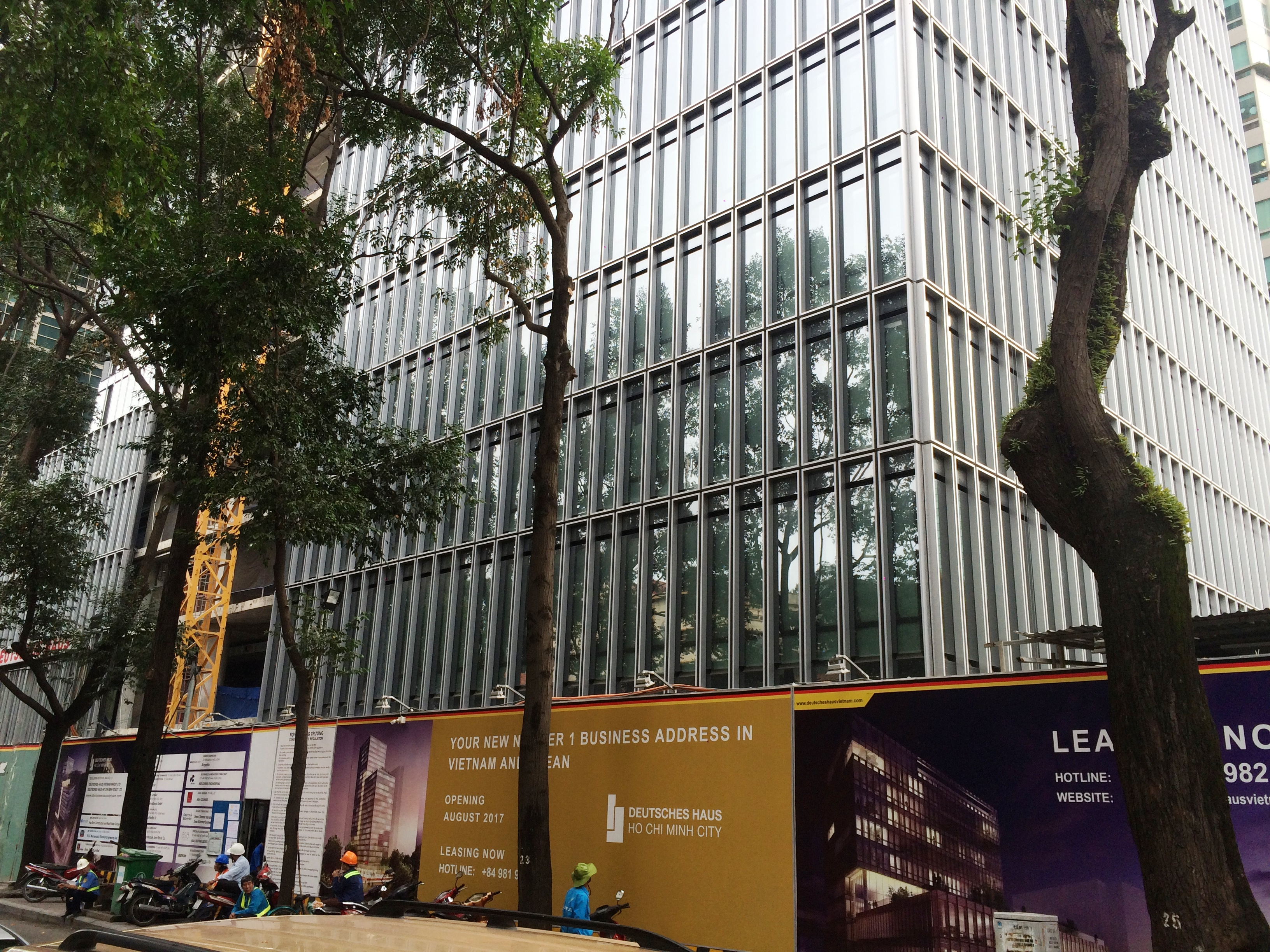
Немецкий Дом, вид с улицы, февраль 2017 г.

Строительство Немецкого Дома осуществлено по проекту архитекторов Майнхарда фон Геркана и Николауса Гёце. Архитектурная концепция, отличающаяся прозрачностью и структурированностью, а также экономичностью и энергоэффективностью, призвана подчеркнуть ведущую роль Германии в сфере промышленности и технологий.
По данным Федерального министерства экономики Германии комплекс зданий Немецкого Дома будет задавать стандарты в сфере энергетической эффективности и экологичного строительства во Вьетнаме, так как при его возведении применялись экологически чистые строительные материалы в сочетании с новейшими немецкими технологиями.
Двойной фасад спланирован с учётом климатических особенностей страны и рассчитан на энергосбережение. Стеклянный фасад демонстрирует открытость по отношению к окружающему архитектурному облику. Две части комплекса разной высоты объединены друг с другом "стеклянным швом". Входное пространство в зоне первого этажа, выполненное в форме аркады по обеим сторонам фасада, обеспечивает доступ к вестибюлям и различным помещениям здания.

## Галерея

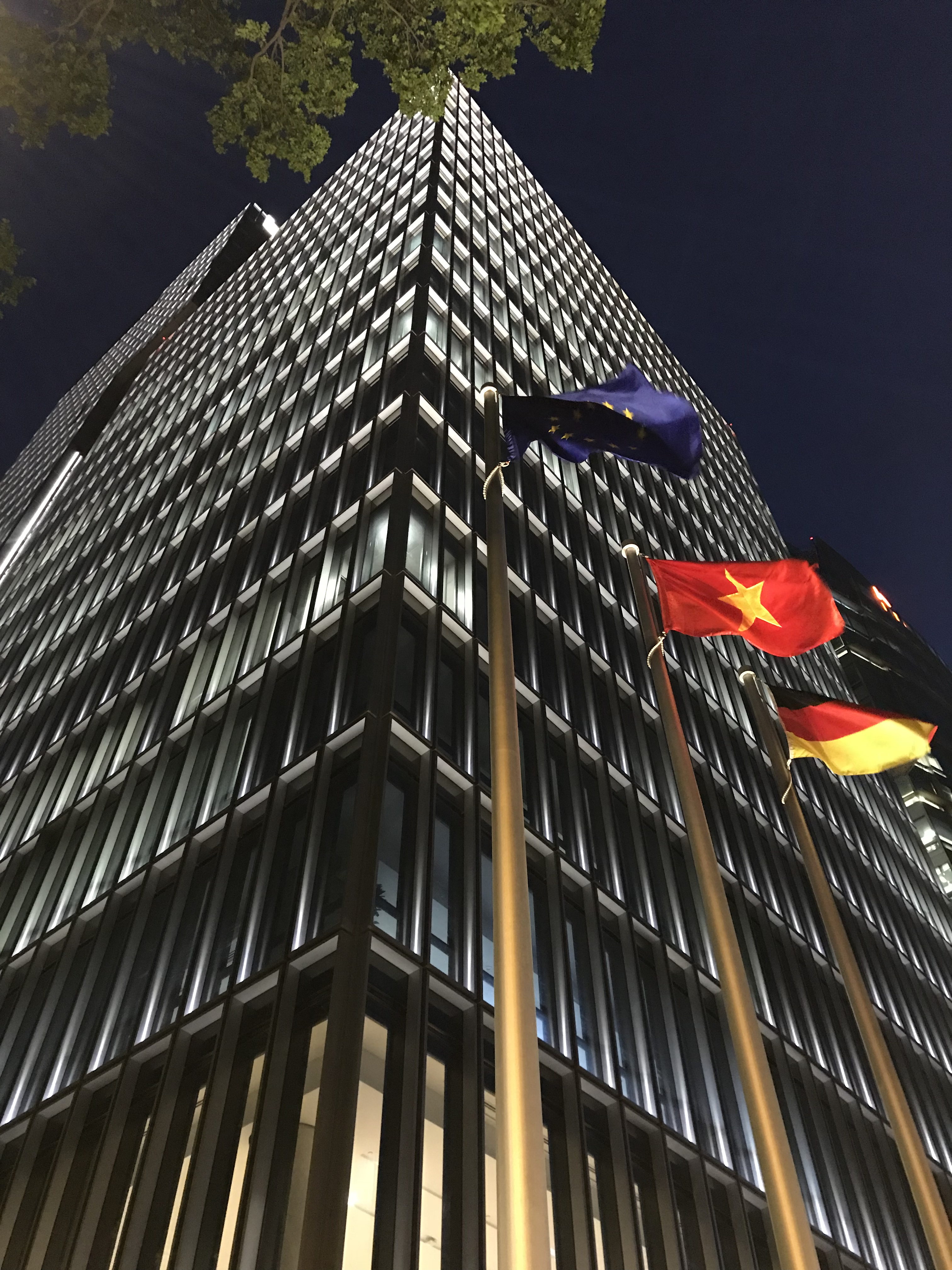
Немецкий Дом в Хошимине
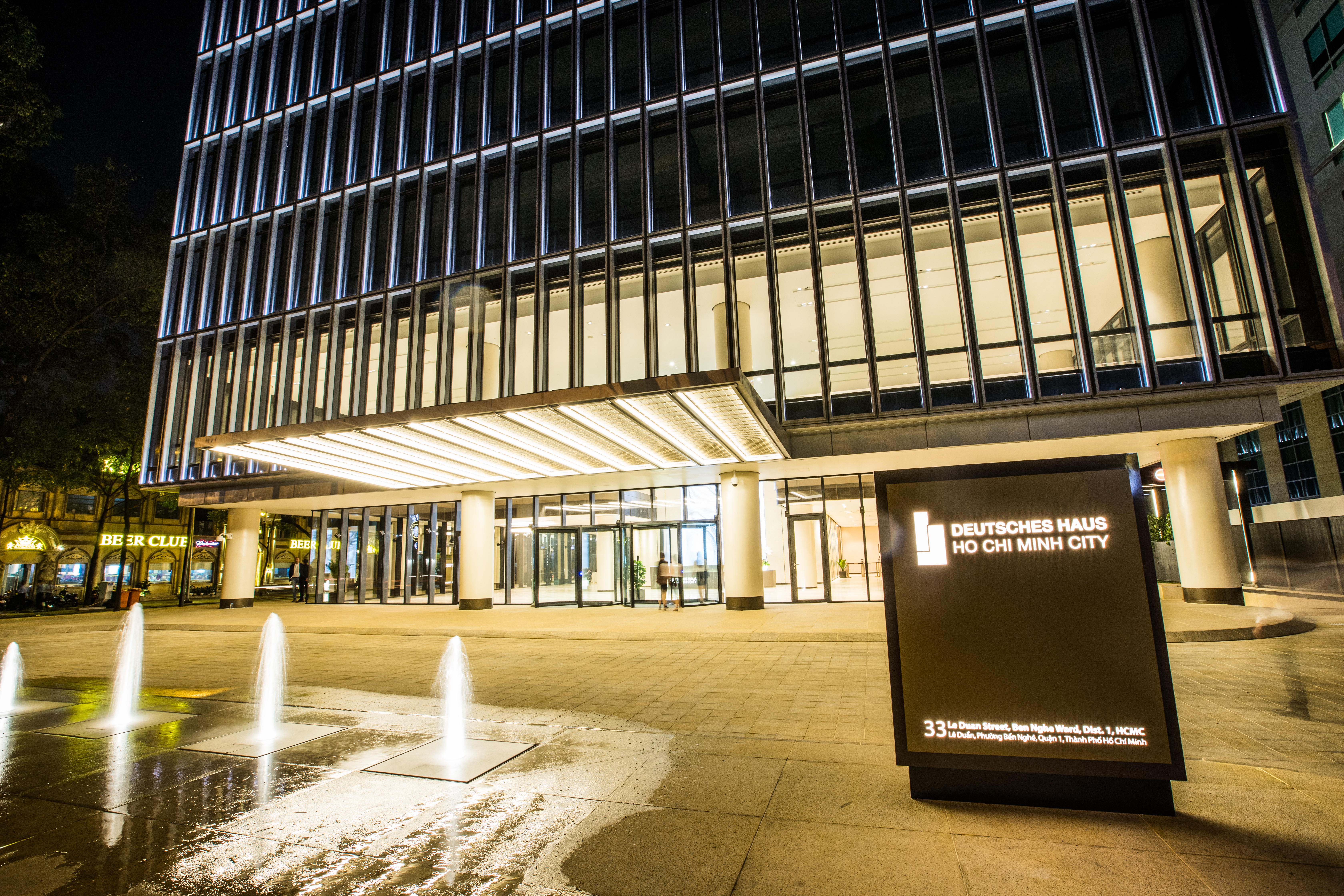
Центральный вход
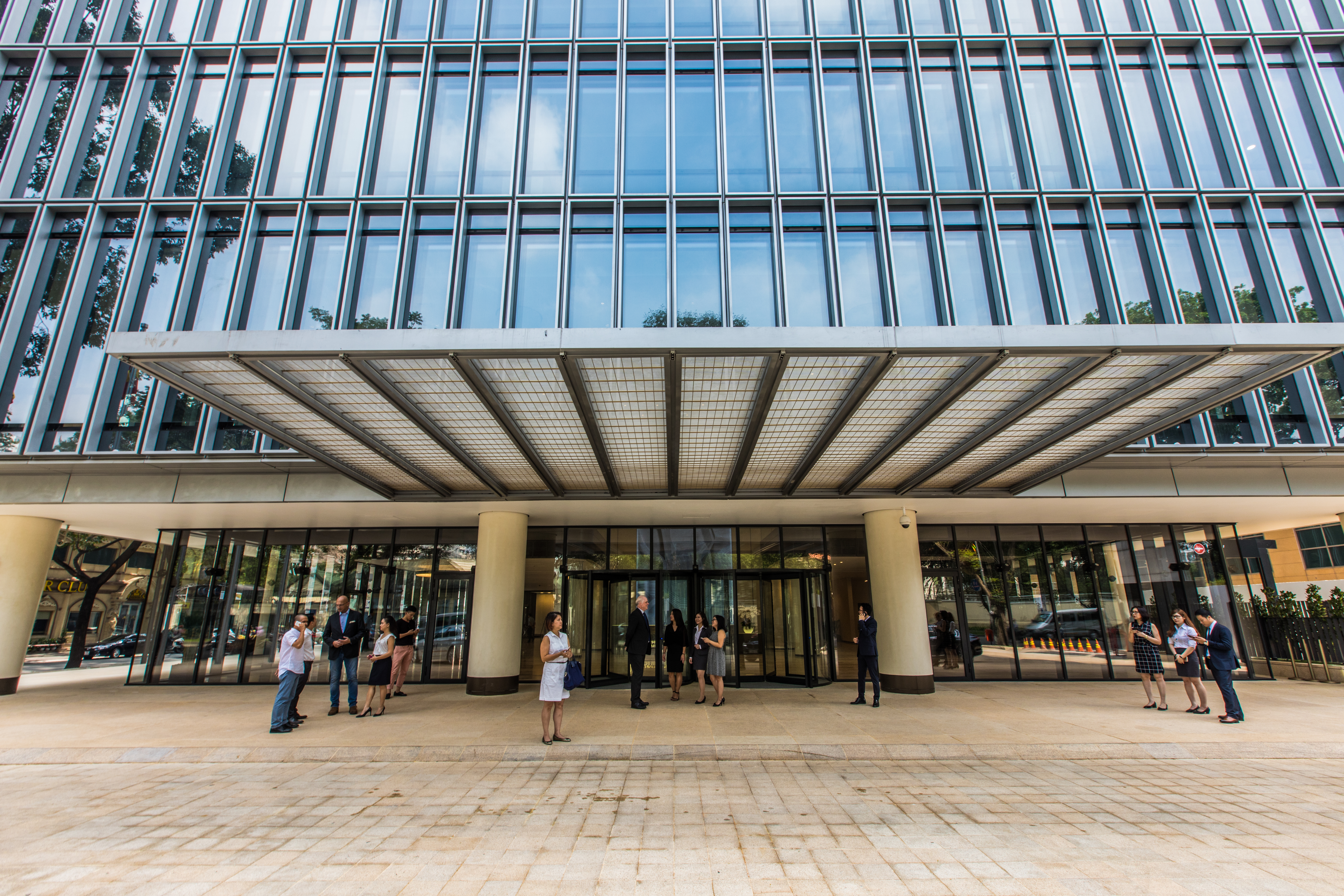
Центральный вход
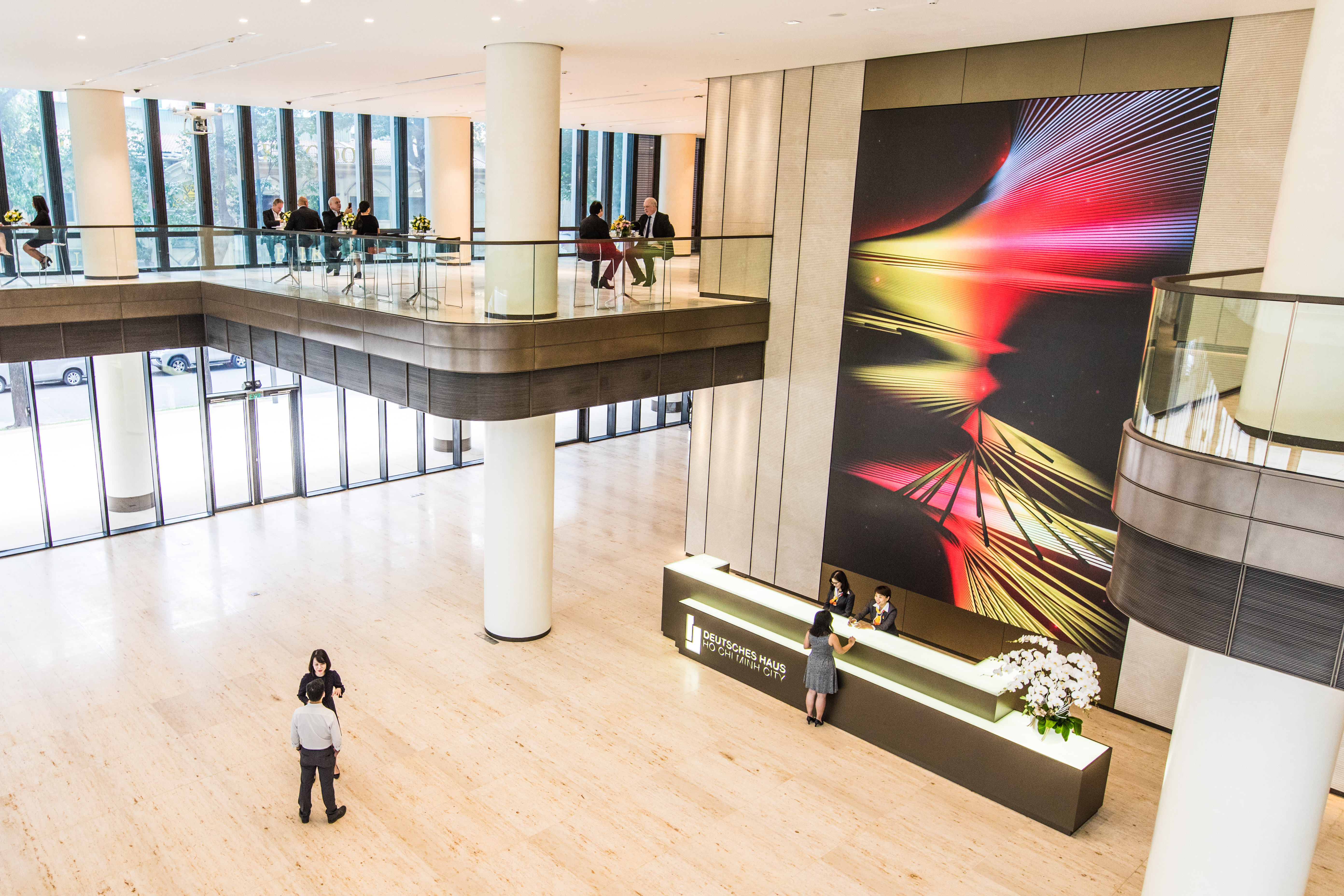
Вестибюль
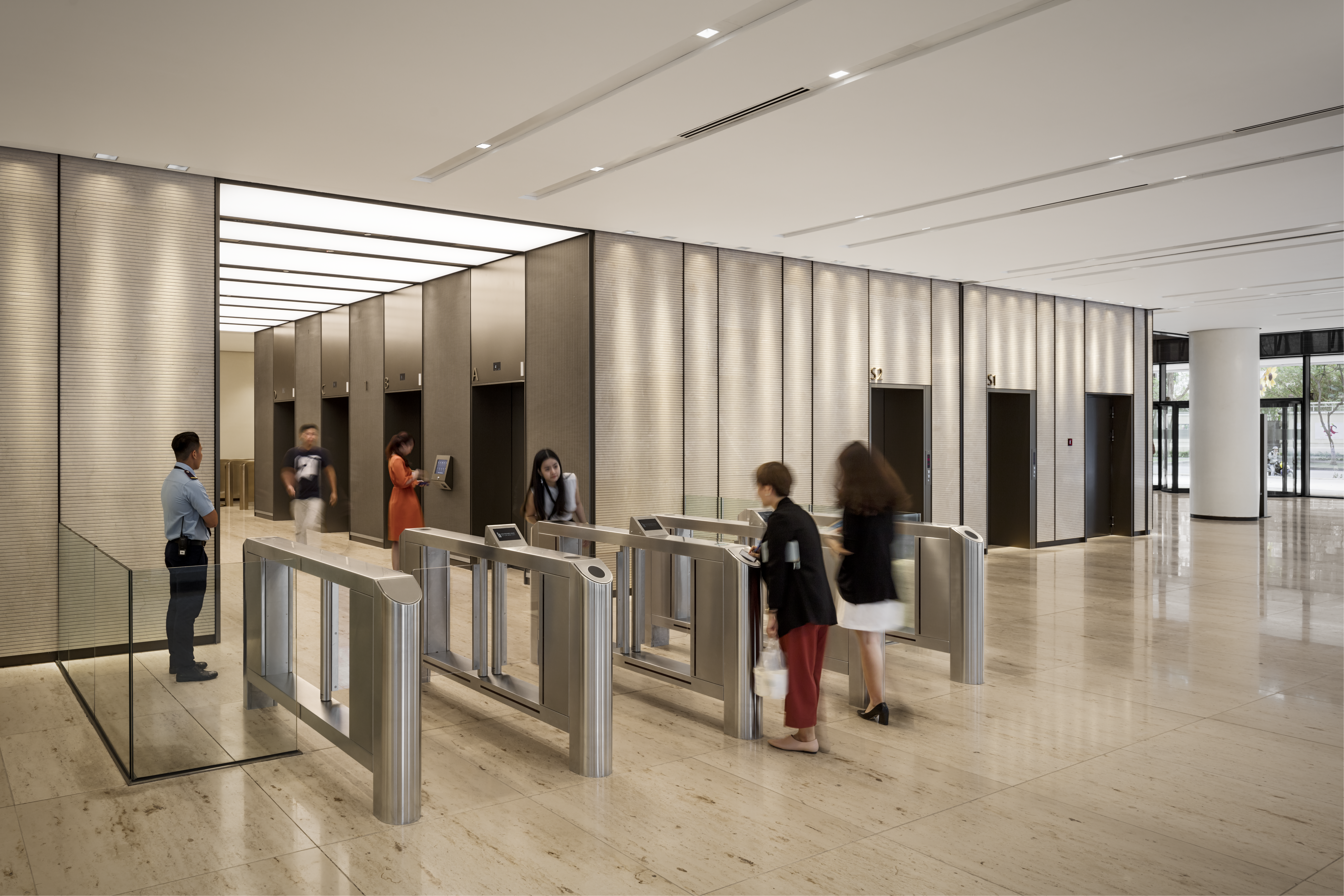
Вестибюль
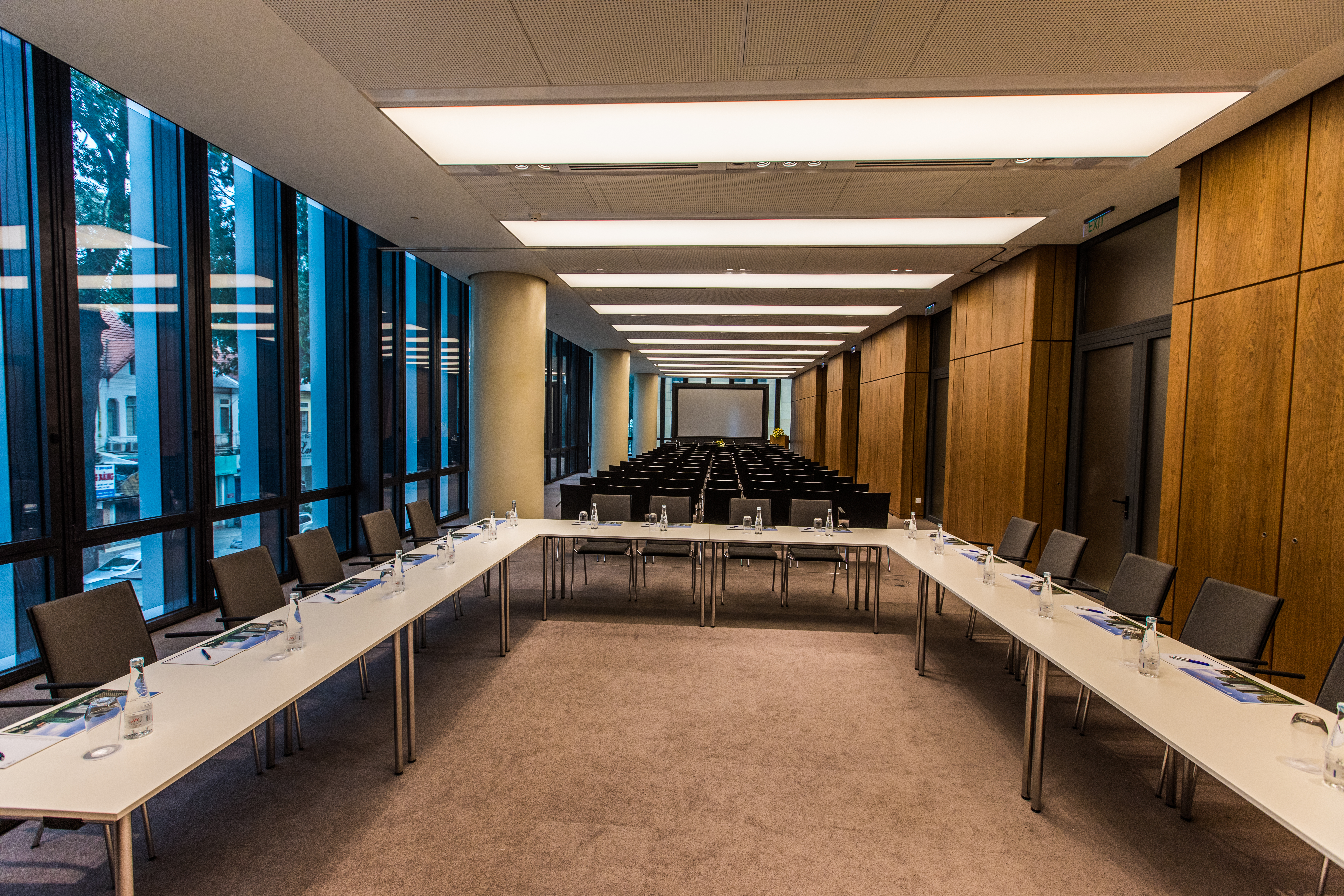
Конференц-зал
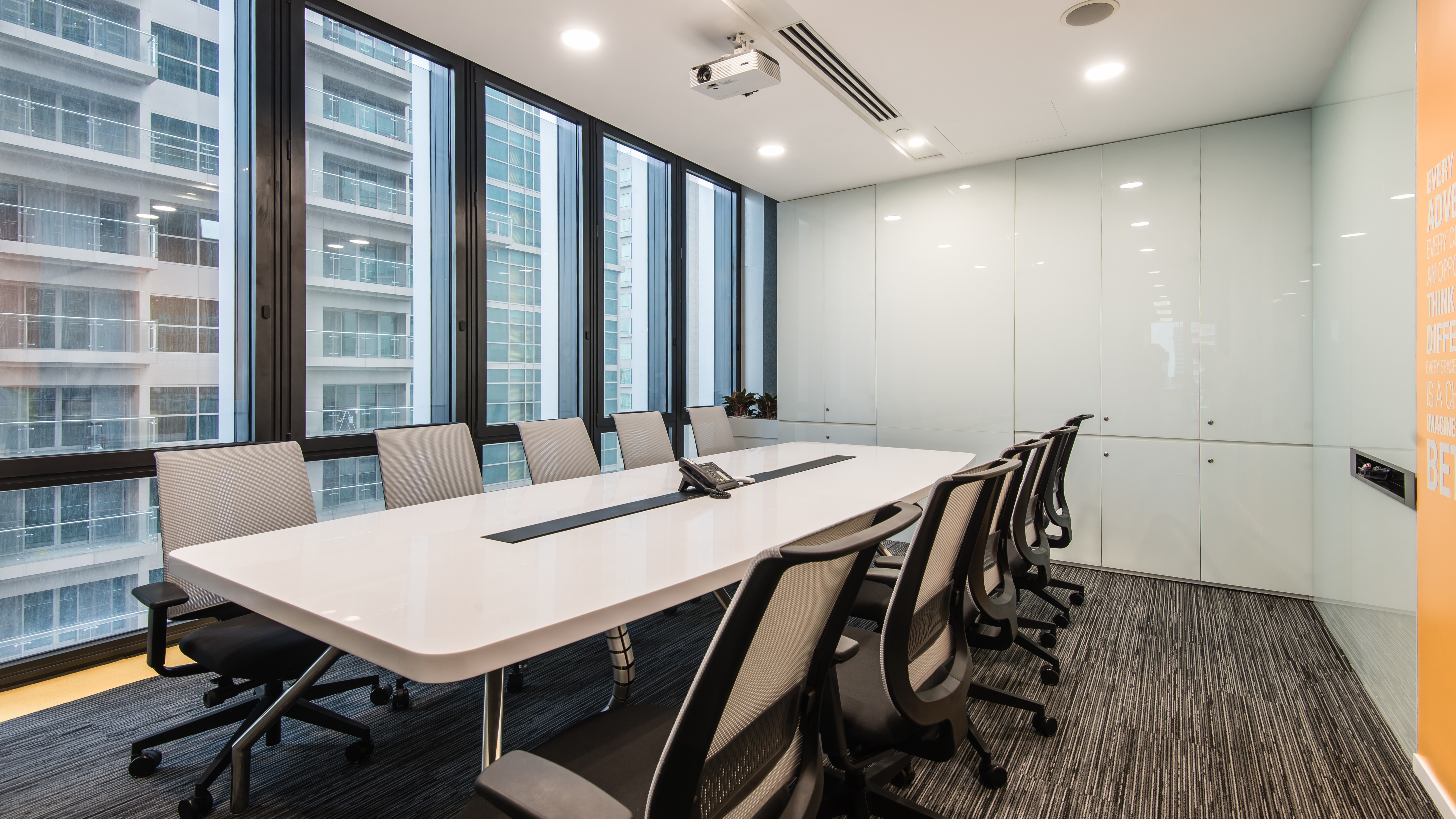
Офисное помещение
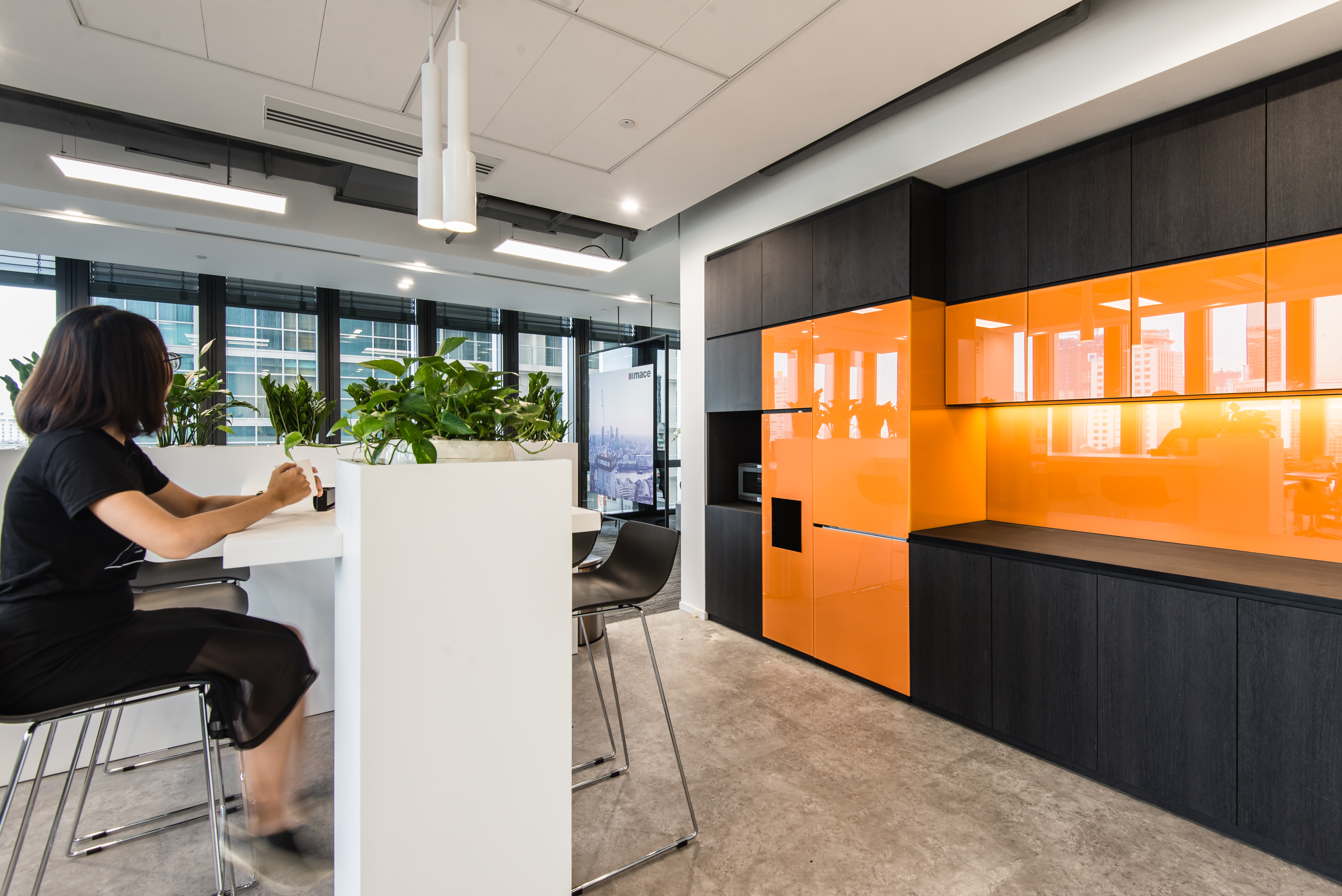
Помещение для отдыха
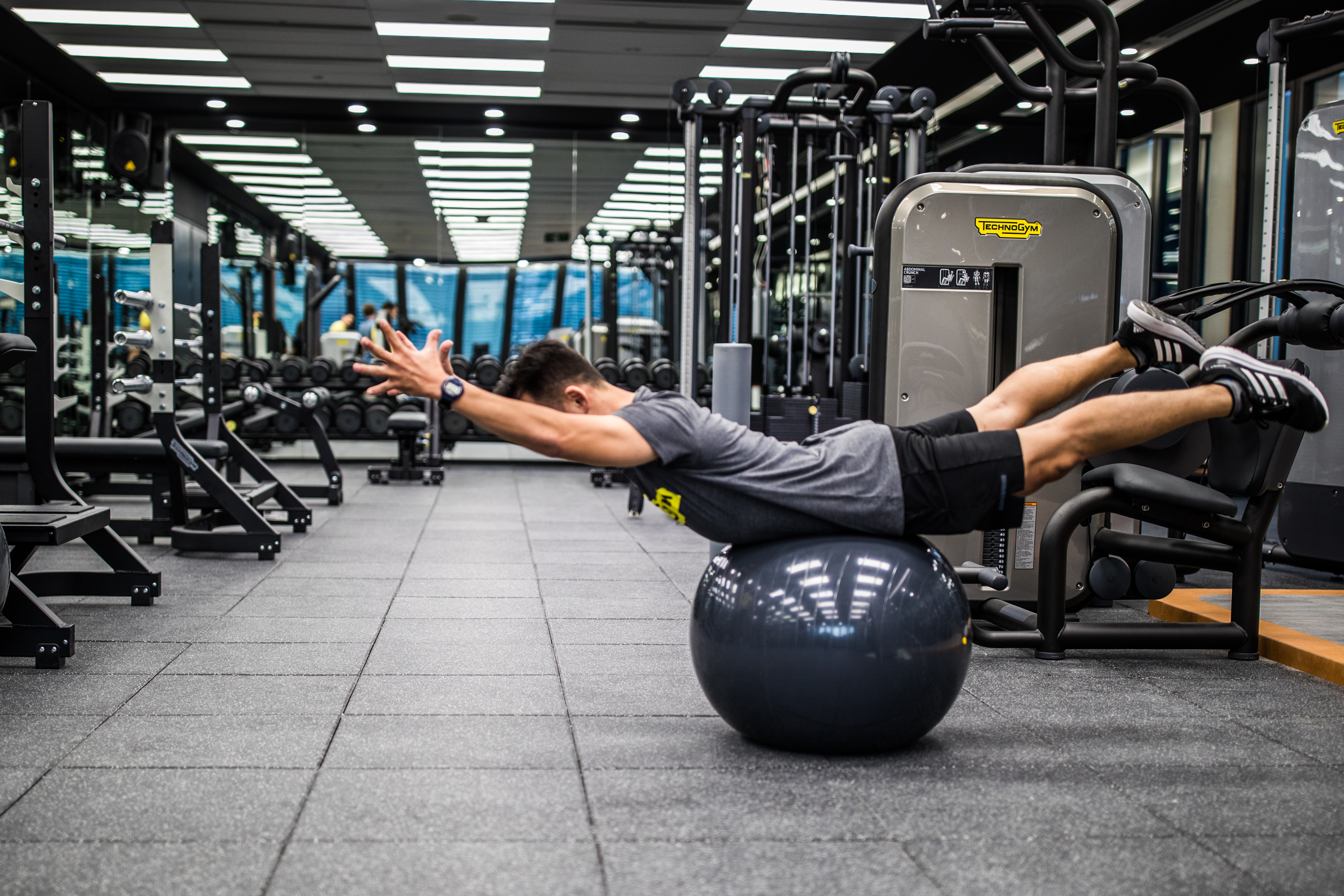
Тренажёрный зал